# كونور كودي
كونور كودي (بالإنجليزية: Conor Coady)‏ (مواليد 25 فبراير 1993 في ليفربول، إنجلترا - ) هو لاعب كرة قدم إنجليزي، يلعب ك‍مدافع مع نادي إيفرتون معارًا من وولفرهامبتون واندررز. يلعب حاليا في ليستر سيتي

## وصلات خارجية
كونور كودي على موقع الاتحاد الدولي (مؤرشف)  (الإنجليزية)
- كونور كودي على موقع الاتحاد الأوربي (الإنجليزية)
- كونور كودي على موقع إي إس بي إن إف سي (الإنجليزية)
- كونور كودي على موقع قاعدة بيانات كرة القدم.إي يو (الإنجليزية)
- كونور كودي على موقع ليكيب (الفرنسية)
- كونور كودي على موقع ناشيونال فوتبول تيمز (الإنجليزية)
- كونور كودي على موقع Soccerbase.com (لاعب) (الإنجليزية)
- كونور كودي على موقع Soccerway.com (الإنجليزية)
- كونور كودي على موقع عالم كرة القدم.نت (الإنجليزية)
- كونور كودي على موقع AS.com (الإسبانية)